# Elin Eldebrink
Elin Eldebrink (Södertälje, 4 gennaio 1988) è una cestista svedese lei e la sorella gemella Frida Eldebrink sono le figlie del giavellottista Kenth Eldebrink.

## Carriera
Playmaker di 174 cm, ha giocato in Damligan con Telge Enerfi, in LFB con Tarbes e Carolo, in Liga Femenina con Rivas Ecopolis ed Estudiantes, nel campionato ceco con l'USK Praga, in Serie A1 con Cagliari.
Con la Svezia ha disputato quattro edizioni dei Campionati europei (2013, 2015, 2019, 2021).